# Cats de Fort Worth
Les Cats de Fort Worth (en anglais : Fort Worth Cats) sont une ancienne équipe américaine de baseball fondée en 2001 à Fort Worth au Texas. Dissous en 2014, ils jouaient au LaGrave Field (en), un stade de baseball de Fort Worth aujourd'hui abandonné. En 2013-2014, ils ont fait partie de la fugace United League Baseball (en), une ligue indépendante non-affiliée aux Ligues majeures de baseball. 

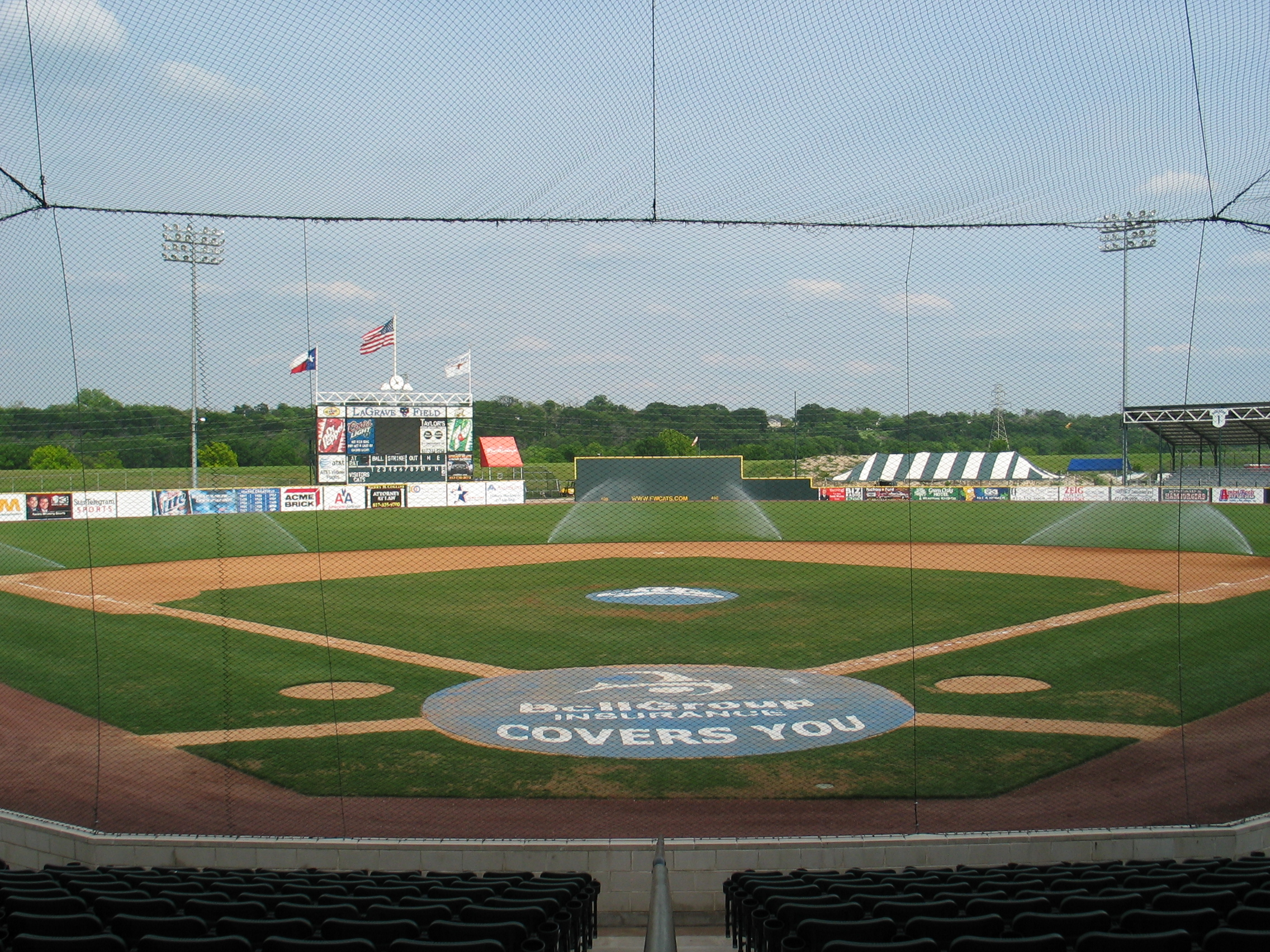
LaGrave Field en 2007.